# Uwasa no Sexy Guy
Singles de Maki Gotō
Sans Toi Ma Mie/Kimi to Itsumademo
(2002) Scramble
(2003)
Uwasa no SEXY GUY (うわさのSEXY GUY) est le 6e single en solo de Maki Gotō dans le cadre du Hello! Project, sorti en mars 2003 au Japon.

## Présentation
Le single sort le 19 mars 2003 au Japon sous le label Piccolo Town, écrit et produit par Tsunku. Il atteint la 6e place du classement de l'Oricon. Il se vend à 73 230 exemplaires la première semaine, et reste classé pendant 9 semaines, pour un total de 113 260 exemplaires vendus. Il sort aussi dans une édition limitée, et en format "Single V" (DVD et VHS). La chanson-titre du single figurera sur l'album 2 Paint It Gold de 2004, puis sur les compilations Maki Goto Premium Best 1 de 2005 et Maki Goto Complete Best Album 2001-2007 de 2010.

## Liste des titres
Toutes les chansons sont écrites et composées par Tsunku.
| 1. | Uwasa no Sexy Guy (うわさのSEXY GUY)                               | Suzuki "Daichi" Hideyuki | 4:02 |
| 2. | Kare, Ryokōchū Nari (彼、旅行中なり)                               | Yamamura Tetsuya         | 4:06 |
| 3. | Uwasa no Sexy Guy (instrumental) (うわさのSEXY GUY (instrumental)) | Suzuki "Daichi" Hideyuki | 3:58 |

| 1. | Uwasa no Sexy Guy (うわさのSEXY GUY)                                     |  |
| 2. | Uwasa no Sexy Guy (Dance Shot Ver.) (うわさのSEXY GUY (Dance Shot Ver.)) |  |
| 3. | Making of (メイキング*映像)                                              |  |